# Elly Ney
Elisabeth Katharina "Elly" Ney (Düsseldorf, Alemanya, 27 de setembre de 1882 - Tutzing, Baviera, Alemanya, 31 de març de 1968) fou una pianista romàntica alemanya especialitzada en Beethoven i especialment popular al seu país.

## Carrera
Va néixer a Düsseldorf, on la seva mare era professora de música i el seu pare era registrador. La seva àvia la va introduir a les obres de Ludwig van Beethoven i li va donar suport en els estudis de piano. Va estudiar a Colònia amb Isidor Seiss i Karl Bötcher. Després de guanyar la beca Mendelssohn el 1901, va estudiar a Viena amb Teodor Leszetycki, amb qui només va prendre dues classes, i amb Emil von Sauer.
Elly va donar classes de piano al Conservatori de Colònia durant tres anys i després va fer una gira com a intèrpret virtuosa. El 1927 se li va concedir la llibertat honorífica del lloc de naixement de Beethoven, Bonn. El 1932 va fundar l'Elly Ney Trio amb Wilhelm Stross (violí) i Ludwig Hoelscher (violoncel). En format de quintet, el grup va gravar amb Florizel von Reuter (violí) i Walter Trampler (viola). Va viatjar a moltes parts del món, inclosos els EUA, tocant al Carnegie Hall de la ciutat de Nova York.

## Relació amb el nazisme
Durant el Tercer Reich es va unir al Partit Nazi l'any 1937, participant en camps d'"educació cultural" i esdevenint membra honorífica de la Lliga de Noies Alemanyes. Va recitar cites de Hitler entre les interpretacions de les sonates de Beethoven i va honrar el bust del compositor amb una salutació romana, a l'estil dels seguidors de Hitler. En públic va mostrar comportaments antisemites: el 1933, Ney es va negar a actuar a Hamburg quan se li va demanar que substituís un pianista jueu (Rudolf Serkin), tot i que va gravar almenys una cançó de Mendelssohn del recull Sense paraules el 1960 o poc després. Ney va rebre la Creu al Mèrit de Guerra de 2a classe per la dedicació a les tropes. Després de la guerra, la ciutat de Bonn li va imposar una prohibició escènica. El 1952 es va rebutjar una petició seva per aixecar la prohibició, una negativa que indicava que Ney havia confirmat ser nacionalsocialista. No obstant això, després de renunciar finalment a Hitler set anys després del final de la Segona Guerra Mundial, va ser nomenada Ciutadana d'Honor de Tutzing el 1952. Tanmateix, el seu nazisme era massa vergonyós i li va set retirat aquest nomenament després de la seva mort, el 1968.

## Personal

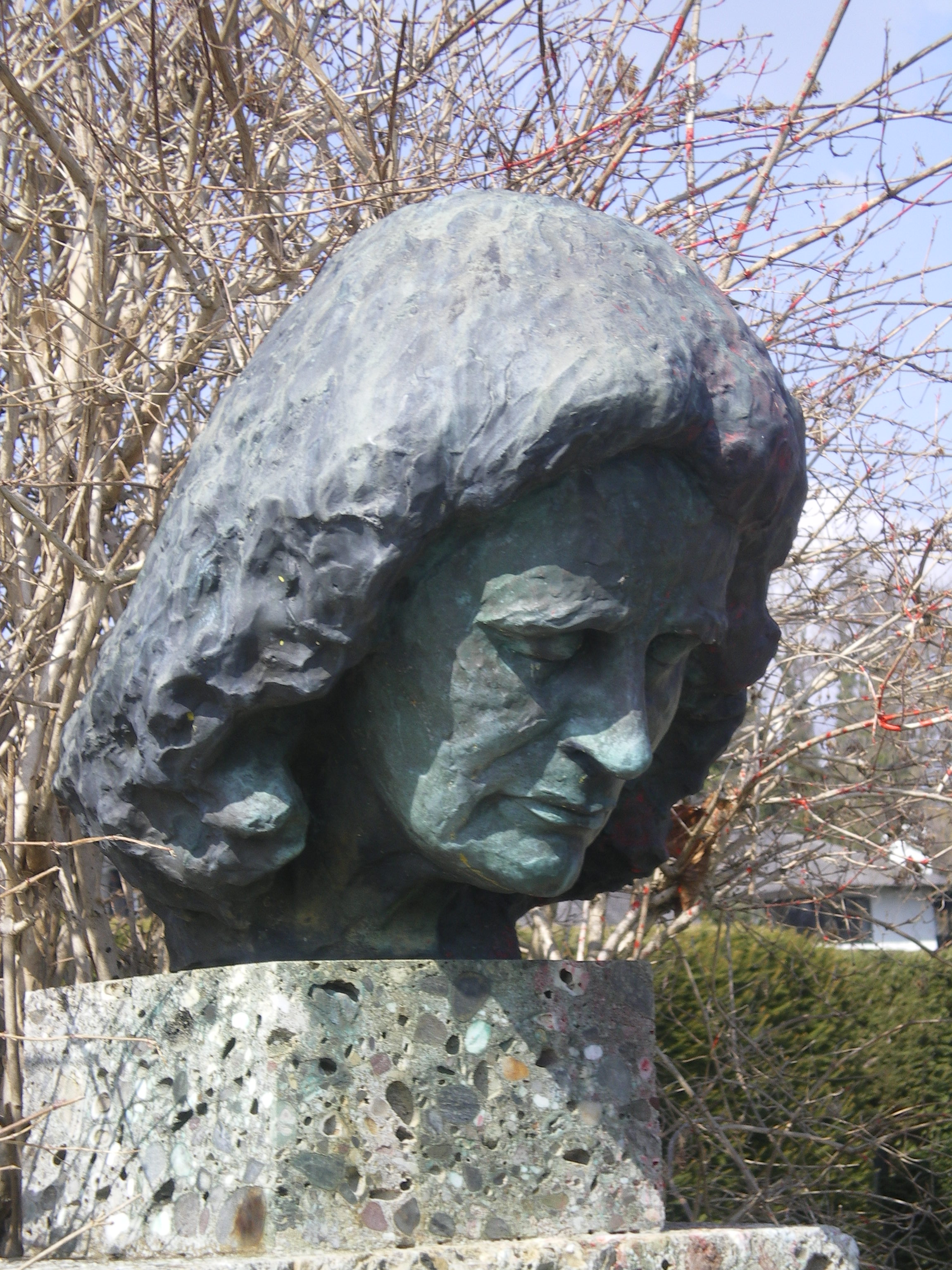
Bust d'Elly Ney

Elly Ney es va casar dues vegades; primer, el 1911 amb el director d'orquestra holandès Willem van Hoogstraten. Van tenir una filla, Eleonore (1918-2007). Es van divorciar el 1927 i es va casar amb Paul Allais, un comerciant de carbó nord-americà de Chicago. Aquest matrimoni va durar ben poc i, més tard, Ney es va reconciliar amb van Hoogstraten.